# Sarothrura elegans
Sarothrura elegans е вид птица от семейство Sarothruridae.

## Разпространение
Видът е разпространен в Ангола, Габон, Гвинея, Екваториална Гвинея, Замбия, Зимбабве, Камерун, Демократична република Конго, Република Конго, Кот д'Ивоар, Кения, Либерия, Малави, Мозамбик, Нигерия, Руанда, Сиера Леоне, Судан, Свазиленд, Танзания, Уганда, Южна Африка и Южен Судан.